# Persone di cognome Singh
| Questa pagina contiene informazioni ricavate automaticamente dalle voci biografiche con l'ausilio del template Bio e di un bot. L'aggiornamento è periodico e automatico e ricostruisce completamente la pagina. Se manca una persona in questa lista, sei pregato di non aggiungerla, ma accertati piuttosto che la sua voce biografica contenga il template Bio e che i dati anagrafici siano correttamente compilati. Se il template Bio manca, inseriscilo tu stesso o, in alternativa, metti l'avviso {{tmp\|Bio}} che ne segnala la mancanza. Se i dati riportati sono sbagliati, correggi direttamente la voce biografica; le modifiche saranno visibili in questa lista entro pochi giorni. Per chiarimenti vedi il progetto antroponimi. La lista contiene solo le 103 persone che sono citate nell'enciclopedia e per le quali è stato implementato correttamente il template Bio. Pagina aggiornata al 23 lug 2025. |

Questa è una lista di persone presenti nell'enciclopedia che hanno il cognome Singh, suddivise per attività principale.

## Allenatori di calcio(6)
- Balwant Singh, allenatore di calcio e ex calciatore indiano (Hoshiarpur, n. 1986)
- Gouramangi Singh, allenatore di calcio e ex calciatore indiano (Imphal, n. 1986)
- Gurjit Singh, allenatore di calcio figiano
- Sashi Mahendra Singh, allenatore di calcio e dirigente sportivo figiano (Ba, n. 1920 - Ba, † 1990)
- Tomba Singh, allenatore di calcio e ex calciatore indiano (Imphal, n. 1982)
- Billy Singh, allenatore di calcio figiano

## Attivisti(1)
- Basawon Singh, attivista indiano (Hajipur, n. 1909 - † 1989)

## Attori(1)
- Ranveer Singh, attore indiano (Mumbai, n. 1985)

## Attrici(5)
- Amrita Singh, attrice indiana (Hadali, n. 1958)
- Gracy Singh, attrice indiana (Delhi, n. 1980)
- Rakul Preet, attrice e modella indiana (New Delhi, n. 1990)
- Ritika Singh, attrice e ex kickboxer indiana (Mumbai, n. 1994)
- Neetu Singh, attrice indiana (Delhi, n. 1958)

## Calciatori(38)
- Alvin Singh, calciatore figiano (n. 1988)
- Amrinder Singh, calciatore indiano (Mahilpur, n. 1993)
- Baldeep Singh, calciatore indiano (Punjab, n. 1987)
- Bikramjit Singh, calciatore indiano (Gurdaspur, n. 1992)
- Davinder Singh, calciatore indiano (Patiala, n. 1995)
- Germanpreet Singh, calciatore indiano (Gurdaspur, n. 1996)
- Govin Singh, ex calciatore indiano (Tentha, n. 1988)
- Gurwinder Singh, calciatore indiano (Jalandhar, n. 1986)
- Harmeet Singh, ex calciatore norvegese (Oslo, n. 1990)
- Inder Singh, ex calciatore e allenatore di calcio indiano (Phagwara, n. 1943)
- Seityasen Singh, calciatore indiano (Manipur, n. 1992)
- Surkumar Singh, calciatore indiano (Imphal, n. 1983)
- Jibon Singh, ex calciatore indiano (Manipur, n. 1990)
- Karanjit Singh, calciatore indiano (Hoshiarpur, n. 1986)
- Thoi Singh, calciatore indiano (Thoubal, n. 1990)
- Chinglensana Singh, calciatore indiano (Manipur, n. 1996)
- Udanta Singh, calciatore indiano (Manipur, n. 1996)
- Dhanachandra Singh, calciatore indiano (Imphal, n. 1987)
- Lenford Singh, calciatore britannico (n. 1985)
- Luke Singh, calciatore trinidadiano (Brampton, n. 2000)
- Luther Singh, calciatore sudafricano (Soweto, n. 1997)
- Manvir Singh, calciatore indiano (Punjab, n. 1995)
- Mehtab Singh, calciatore indiano (Khemkaran, n. 1998)
- Milan Singh, calciatore indiano (Manipur, n. 1992)
- Naorem Roshan Singh, calciatore indiano (Samurou, n. 1999)
- Naorem Mahesh Singh, calciatore indiano (Manipur, n. 1999)
- Omid Singh, calciatore iraniano (Behbahan, n. 1993)
- Ravinder Singh, calciatore indiano (n. 1991)
- Renedy Singh, ex calciatore e allenatore di calcio indiano (Imphal, n. 1979)
- Robin Singh, calciatore indiano (Noida, n. 1990)
- Salam Ranjan Singh, calciatore indiano (Manipur, n. 1995)
- Sarpreet Singh, calciatore neozelandese (Auckland, n. 1999)
- Sehnaj Singh, calciatore indiano (Chandigarh, n. 1993)
- Subhash Singh, calciatore indiano (Manipur, n. 1990)
- Sukhwinder Singh, calciatore indiano (Nawanshahr, n. 1983)
- Sushil Kumar Singh, calciatore indiano (Manipur, n. 1989)
- Tekcham Abhishek Singh, calciatore indiano (Manipur, n. 2005)
- Jackichand Singh, calciatore indiano (Manipur, n. 1992)

## Cantanti(2)
- Arijit Singh, cantante indiano (Jiaganj Azimganj, n. 1987)
- Sukhwinder Singh, cantante indiano (Amritsar, n. 1968)

## Cestisti(5)
- Baldev Singh, ex cestista indiano (n. 1951)
- Harbhajan Singh, ex cestista indiano (n. 1950)
- Jorawar Singh, ex cestista indiano (n. 1951)
- Paramjit Singh, cestista indiano (n. 1952 - Ajmer, † 2024)
- Pramdiph Singh, ex cestista indiano (n. 1952)

## Compositori(1)
- Jagjit Singh, compositore e cantante indiano (Ganganagar, n. 1941 - Mumbai, † 2011)

## Crickettisti(1)
- Harbhajan Singh, crickettista indiano (n. 1980)

## Economisti(1)
- Manmohan Singh, economista e politico indiano (Gah, n. 1932 - Nuova Delhi, † 2024)

## Filosofi(1)
- Sant Baljit Singh, filosofo indiano (n. 1962)

## Fondisti(1)
- Jagdish Singh, fondista indiano (Jalandhar, n. 1991)

## Giornaliste(1)
- Sonia Singh, giornalista e dirigente d'azienda indiana (Nuova Delhi, n. 1940)

## Golfisti(1)
- Vijay Singh, golfista figiano (Lautoka, n. 1963)

## Hockeisti su prato(2)
- Bakshish Singh, hockeista su prato indiano (Faisalabad, n. 1929 - Amritsar, † 1970)
- Prithipal Singh, hockeista su prato indiano (Nankana Sahib, n. 1932 - Ludhiana, † 1983)

## Imprenditori(1)
- Kushal Pal Singh, imprenditore indiano (Bulandshahr, n. 1931)

## Lunghiste(1)
- Shaili Singh, lunghista indiana (Jhansi, n. 2004)

## Maratoneti(1)
- Fauja Singh, maratoneta britannico (Bias Pind, n. 1911 - Bias Pind, † 2025)

## Mezzofondisti(2)
- Gulveer Singh, mezzofondista indiano (Distretto di Aligarh, n. 1998)
- Gurnam Singh, mezzofondista e maratoneta indonesiano (Punjab, n. 1931 - Giacarta, † 2006)

## Modelle(2)
- Chitrangada Singh, ex modella e attrice indiana (Jodhpur, n. 1976)
- Toni-Ann Singh, modella giamaicana (Morant Bay, n. 1996)

## Nuotatrici(1)
- Gaurika Singh, nuotatrice nepalese (Kathmandu, n. 2002)

## Politici(5)
- Ajit Singh, politico indiano (Meerut, n. 1939 - Gurgaon, † 2021)
- Charan Singh, politico indiano (Noorpur, n. 1902 - Nuova Delhi, † 1987)
- Giani Zail Singh, politico indiano (n. 1916 - Chandigarh, † 1994)
- Kunwar Indrajit Singh, politico nepalese (n. 1906 - † 1982)
- Rajnath Singh, politico indiano (Bhabhaura, n. 1951)

## Principi(3)
- Bhagvat Singh, principe e medico indiano (Dhoraji, n. 1865 - Gondal, † 1944)
- Hari Singh, principe indiano (Jammu, n. 1895 - Bombay, † 1961)
- Pratap Singh di Jammu e Kashmir, principe indiano (Jammu, n. 1848 - Jammu, † 1925)

## Pugili(2)
- Devendro Singh, pugile indiano (n. 1992)
- Kaur Singh, pugile indiano (Sangrur, n. 1950 - Kurukshetra, † 2023)

## Registi(1)
- Agneya Singh, regista indiano (Nuova Delhi, n. 1989)

## Rivoluzionari(3)
- Bhagat Singh, rivoluzionario indiano (Distretto di Faisalabad, n. 1907 - Lahore, † 1931)
- Moham Bikran Singh, rivoluzionario e politico nepalese (Katmandu, n. 1935)
- Udham Singh, rivoluzionario indiano (Sunam, n. 1899 - Barnsbury, † 1940)

## Saggisti(1)
- Ghan Singh, saggista e poeta indiano (Jaipur, n. 1929 - Esher, † 2009)

## Scrittori(2)
- Khushwant Singh, scrittore indiano (Badali, n. 1915 - Nuova Delhi, † 2014)
- Simon Singh, scrittore britannico (Wellington, n. 1964)

## Scrittrici(1)
- Vandana Singh, scrittrice e attivista indiana

## Siepiste(1)
- Sudha Singh, siepista e maratoneta indiana (Raebareli, n. 1986)

## Sovrani(2)
- Ranbir Singh, sovrano indiano (Jammu, n. 1830 - Jammu, † 1885)
- Ranjit Singh, sovrano pakistano (Gujranwala, n. 1780 - Lahore, † 1839)

## Tennisti(1)
- Jasjit Singh, ex tennista indiano (Nuova Delhi, n. 1948)

## Triplisti(1)
- Arpinder Singh, triplista indiano (Harsha Chhina, n. 1992)

## Velocisti(1)
- Milkha Singh, velocista indiano (Faisalabad, n. 1929 - Chandigarh, † 2021)

## Vescovi cattolici(1)
- Benedict Ganesh Singh, vescovo cattolico guyanese (Buxton, n. 1927 - Georgetown, † 2018)

## Youtuber(1)
- Lilly Singh, youtuber, conduttrice televisiva e attrice canadese (Scarborough, n. 1988)

## Senza attività specificata(2)
- Gulab Singh, indiano (Jammu, n. 1792 - Jammu, † 1857)
- Sher Singh, indiano (Batala, n. 1807 - Lahore, † 1843)